# Dettingeni csata
Az 1743. június 27-én lezajlott dettingeni csatát a Nagy-Britannia, Habsburg Birodalom és Hannoveri Választófejedelemség alkotta szövetséges erők vívták Franciaországgal az osztrák örökösödési háború során. A csata Bajorországban Dettingen am Mainnál – amely ma Karlstein am Main része –, Aschaffenburg közelében zajlott le, és a szövetséges erők győzelmével végződött.

## Előzmények
A Habsburgokat támogató államok (Nagy-Britannia, Hannover, Hollandia, Hessen) erőiket 1742 nyarán Németalföldön vonták össze. A 17 000 fős brit csapatok 1742. július 10-én csatlakoztak hozzájuk, miután partra szálltak Oostendében, így a szövetséges haderő – melyet pragmatikus hadsereg névvel is illetnek, mivel a Pragmatica sanctiót elfogadó államok csapatait tömörítette – 50 000 fősre duzzadt. Parancsnokai az angol John Dalrymple, Stair második lordja (névleges főparancsnok), az osztrák Leopold Philipp von Arenberg herceg és Neipperg tábornagy, valamint hannoveri részről Ilton tábornok voltak.

## A szövetséges hadműveletek
A sereg 1743 januárjáig Németalföldön állomásozott, mikor is II. György utasította Dalrymple-t, hogy vonuljon délre Mainz városához. Mainzban ugyanis új érseket választottak, és György hannoveri fejedelemként nyomást akart gyakorolni katonai jelenléte révén a választás kimenetelére. Németalföld védelmére hesseni és osztrák csapatokat hagytak hátra. A Holland Köztársaság belső ellentétei miatt 20 000 fős seregük késlekedett, és túl későn indultak el ahhoz, hogy a hadjáratban részt vehessenek.
A körülbelül 35 000 fős szövetséges haderő júniusban Aschaffenburgtól nyugatra a Majna mellett állomásozott. Június 17-én a brit uralkodó, II. György fiával, Vilmossal, Cumberland hercegével csatlakozott a sereghez, és átvette a parancsnokságot.

## Francia tervek
Az összesen 70 000 fős sereggel rendelkező francia sereg parancsnoka, Noailles herceg a lehetőséget felismerve csapdát állított a szövetséges haderőnek. Első lépésként megszállta Frankfurtot, és ezzel az ellátmányt folyami úton a flandriai bázisokról kapó szövetséges haderőt elvágták utánpótlási útvonalaiktól. Ezt követően 45 000 fővel megszállta a Majna bal (déli) partját, majd hajóhidakat alakított ki a Majnán, és ezen átküldte Gramont herceget 23 000 fős sereggel a folyó bal partjára, így a Dettingentől a Spessart sűrű erdős hegyeiig húzódó szűk területen lezárta a visszavezető utat a szövetséges erők előtt. A folyó bal partján helyezte el rejtve 56 ágyúját, hogy egy esetleges támadás során a támadók bal szárnyát lőhessék onnan. Noailles maga 12 000 katonával keleti irányba vonult Aschaffenburg felé, hogy a Majnán ott átkelve kerüljön a szövetséges haderő hátába.

## A csata lefolyása

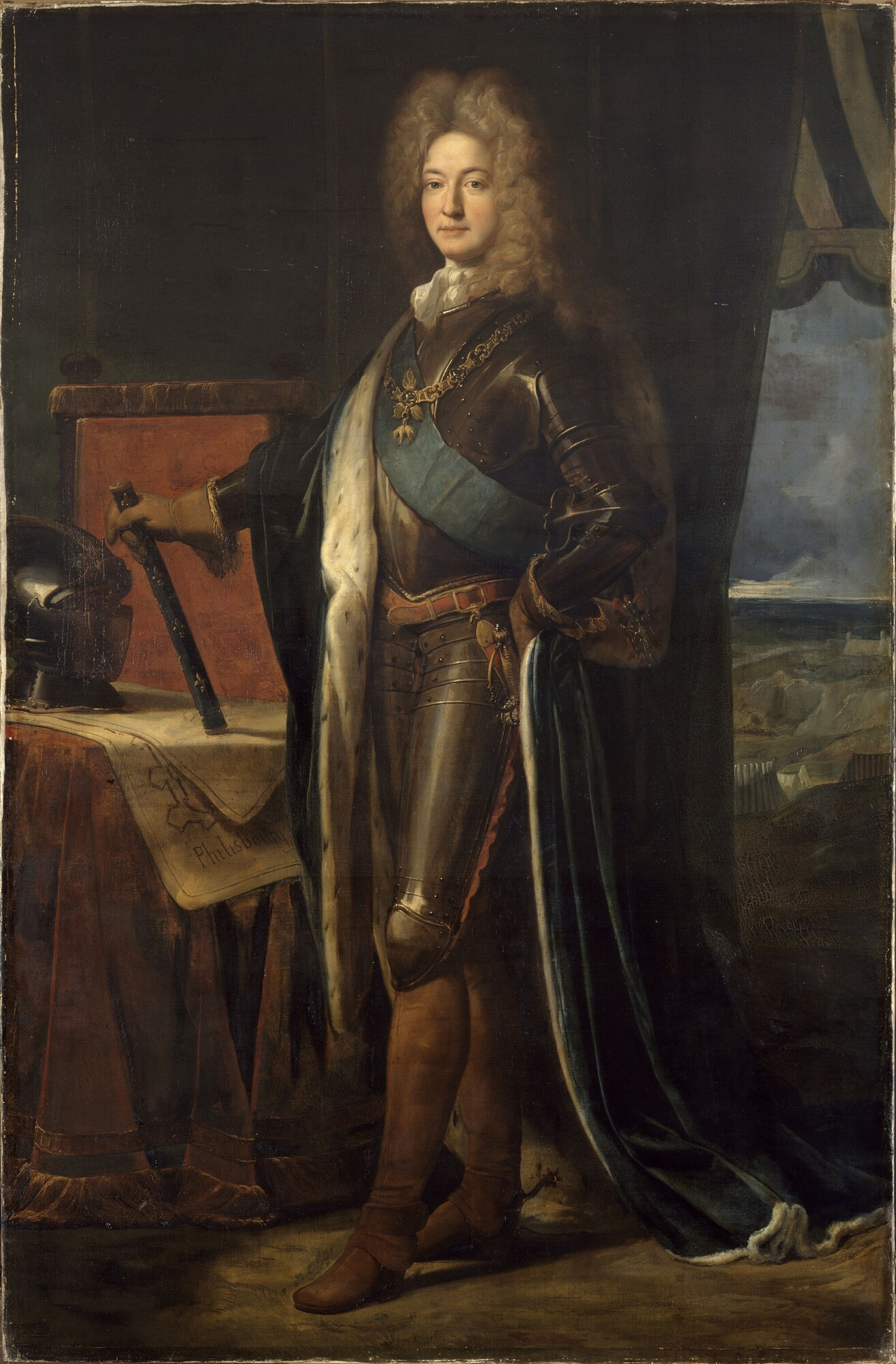
Adrien Maurice de Noailles herceg, a francia főparancsnok

Miután egy héten át nem kaptak normális ellátmányt, a szövetségesek június 27-én – a francia várakozásoknak megfelelően – Hanau irányába kényszerültek visszavonulni, hogy ott az osztrák tartalékokkal egyesüljenek. Mikor Dettingenhez értek, meglepődve tapasztalták, hogy a helységet már megszállták a hajóhidakon az éjszaka alatt átkelő francia csapatok.
A szövetségesek így Dettingennél csatára kényszerültek. A csapataikat úgy állították fel, hogy a bal szárnyukkal a Majnára támaszkodjanak, amit reggel 9 órától délig meg is valósítottak. Eközben látták a túlparton Aschaffenburg felé tartó, Noailles vezette csapatokat, ezért egy gyorsan összehívott vezetői tanácskozáson úgy döntöttek, hogy brit és hannoveri gyalogosokat küldenek ide biztosítani a hátukat.

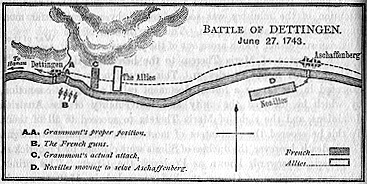
A csata vázlata

Dél körül Garmont, aki azt hitte, csak az ellenség utóvédjével áll szemben, a parancs ellenére támadást intézett a királyi testőrség (Maison du Roi) lovassági egységével, áttört a britek első vonalain, és a lovasságukat a gyalogságuk sorai közé szorította. A kezdeti sikerek során több brit ezredzászlót is zsákmányoltak. A lovassági támadást a gyalogság is követte, és több brit gyalogezredet ők is visszaszorítottak. Így viszont a francia tüzérségnek be kellett szüntetnie a tüzelést, és a tüzérségi támogatás nélkül maradt egységek ellen a szövetséges erők ellentámadást intéztek. Egy három ezredből álló osztrák dandár a visszavonulóban lévő britek által hagyott résbe nyomulva támadást intézett a francia szárnyon álló gyalogság ellen, miközben a hannoveri tüzérség is tüzet nyitott. A franciák csatarendje felbomlott, és a folyó túloldalára vonultak vissza. A visszavonulás meglehetősen szervezetlenre sikeredett, az egyik hajóhíd le is szakadt, és sok francia katona a Majnába fulladt.
II. György a csata nagyobb részében nem vett részt, mert megbokrosodott lova gazdájával a hátán elszaladt, és nem hozták vissza időben. Brit oldalon a csatában részt vett James Wolfe és Jeffrey Amherst, akik a hétéves háború során nagy szerepet játszottak Kanada meghódításában.
A Hanauba vezető út így ismét nyitva állt, és szövetségesek folytatták útjukat ide, hogy készleteiket feltöltsék, a franciák pedig hamarosan visszavonultak a Rajnán túlra.
A két fél még a csata előtt megegyezett, hogy a betegeket és a sebesülteket, akik az ellenség kezébe kerülnek, megfelelő ellátásban részesítik, és nem tekintik hadifoglyoknak. Mikor a szövetséges haderő továbbvonult Hanau irányába, a sebesültjeik többségét hátrahagyták. A franciák tiszteletben tartották az egyezményt, melyet a genfi konvenciók előfutárának is tekintenek.

## Következmények

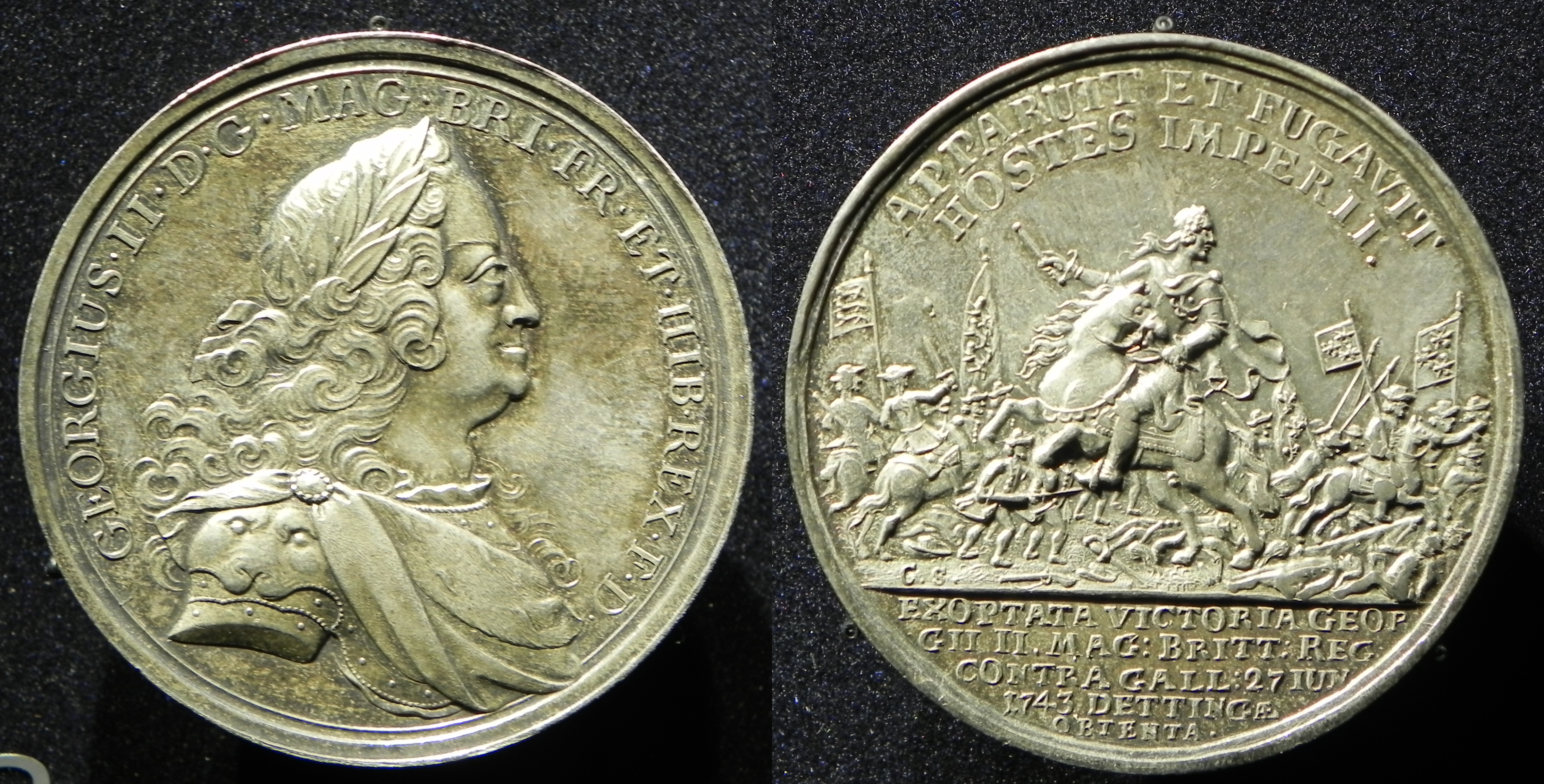
A csata emlékére vert érme II. György arcképével

A dettingeni vereségükkel a franciák elszalasztották a lehetőséget, hogy rövid úton eldöntsék a háborút. Ha sikerrel járnak, a kiéheztetett szövetséges haderőnek II. Györggyel együtt meg kellett volna adnia magát.
Bár végül a csata így nem bírt különösebb jelentőséggel az osztrák örökösödési háborúban, arról mégis ismeretes, hogy ez volt az utolsó, melyben a brit uralkodó személyesen is részt vett.

## Emlékezete
- Georg Friedrich Händel ezen alkalomból komponálta meg Dettinger Te Deum című művét, melyet az év november 27-én a király jelenlétében mutatott be ünnepélyesen.
- 1947 óta a sandhursti Királyi Katonai Akadémia (Royal Military Academy) egyik kiképző századát Dettingen után nevezték el, mely alakulat az utóbbi időkben a rövid kiképzési kurzusokat tartja.
- A deepcuti Királyi Logisztikai Hadtest Főparancsnokságának épületét Dettingen House névvel illetik, és itt található a Katonai Logisztika Múzeuma is (Museum of Army Logistics).
- Az egyik winchesteri kiképző ezred a Dettingen nevet viseli.

## Fordítás
- Ez a szócikk részben vagy egészben  a   Battle of Dettingen című angol Wikipédia-szócikk ezen változatának fordításán alapul.  Az eredeti cikk szerkesztőit annak laptörténete sorolja fel. Ez a jelzés csupán a megfogalmazás eredetét és a szerzői jogokat jelzi, nem szolgál a cikkben szereplő információk forrásmegjelöléseként.
- Ez a szócikk részben vagy egészben  a   Schlacht bei Dettingen című német Wikipédia-szócikk ezen változatának fordításán alapul.  Az eredeti cikk szerkesztőit annak laptörténete sorolja fel. Ez a jelzés csupán a megfogalmazás eredetét és a szerzői jogokat jelzi, nem szolgál a cikkben szereplő információk forrásmegjelöléseként.